# Oprič
 Oprič  (olaszul: Oprino) falu Horvátországban, a Tengermellék-Hegyvidék megyében. Közigazgatásilag Abbáziához tartozik.

## Fekvése
Fiume központjától 13 km-re nyugatra, községközpontjától 4 km-re délnyugatra a Tengermelléken, az Isztriai-félsziget északkeleti részén az Učka-hegység lábánál a tengerparttól 600 méterre fekszik.

## Története
A római uralom előtt területe a libur nép hazája volt, majd a rómaiak után a keleti gótok és a bizánciak uralma következett. A szlávok a 7. században érkeztek ide, azután a frankok uralma következett. A 12. században  területe az aquileai pátriárka fennhatósága alá került. A 14. században került a Habsburgok kezére, akik egészen 1918-ig uralmuk alatt tartották. A 19. század vége felé modern villák és nyaralók épültek, a település ismert üdülőhely lett. A településnek 1857-ben 836, 1910-ben 430 lakosa volt.  Az első világháború után az Olasz Királyság szerezte meg ezt a területet, majd az olaszok háborúból kilépése után 1943-ban német megszállás alá került. 1945 után a területet Jugoszláviához csatolták, majd ennek széthullása után a független Horvátország része lett. A településnek 2011-ben 721 lakosa volt, akik főként a turizmusból éltek.

## Lakosság
| Lakosság változása | Lakosság változása | Lakosság változása | Lakosság változása | Lakosság változása | Lakosság változása | Lakosság változása | Lakosság változása | Lakosság változása | Lakosság változása | Lakosság változása | Lakosság változása | Lakosság változása | Lakosság változása | Lakosság változása | Lakosság változása |
| ------------------ | ------------------ | ------------------ | ------------------ | ------------------ | ------------------ | ------------------ | ------------------ | ------------------ | ------------------ | ------------------ | ------------------ | ------------------ | ------------------ | ------------------ | ------------------ |
| 1857               | 1869               | 1880               | 1890               | 1900               | 1910               | 1921               | 1931               | 1948               | 1953               | 1961               | 1971               | 1981               | 1991               | 2001               | 2011               |
| 836                | 851                | 153                | 336                | 438                | 430                | 1064               | 1283               | 417                | 300                | 335                | 323                | 635                | 791                | 915                | 721                |